# Епархия Аквы Бизаценской
Епархия Аквы Бизаценской (лат. Dioecesis Aquensis in Byzacena) — упразднённая античная епархия, в настоящее время титулярная епархия Римско-Католической церкви.

## История
Античный город Аква Бизаценская, который сегодня идентифицируется с археологическими раскопками «El-Hamma», находящимися сегодня в Тунисе, в первые века христианства был центром одноимённой епархии в римской провинции Бизацена. Епархия Аквы Бизаценской прекратила своё существование в V веке.
Известны имена трёх античных епископов этой епархии. Первый епископ Яннуарий участвовал в Соборе донастистов в Кабарсуссии в 393 году (римская провинция Бизацена). О втором епископе Викториане упоминает Виктор Витенский как о «митрополите города Аквы» (metropolitanus Aquitanae civitatis) в своём сочинении «Historia persecutionis africanae provinciae» (История разорения Африканской провинции). Третий епископ Кресценций, погибший от рук вандалов и упоминающийся в Римском мартирологе как святой (день памяти — 28 ноября), участвовал в Карфагенском соборе 411 года.
C 1933 года епархия Аквы Бизаценской является титулярной епархией Римско-Католической церкви.

## Античные епископы
- епископ Януарий (упоминается в 393 году);
- епископ Викториан (упоминается в 411 году).
- святой Кресценций (V век)

## Титулярные епископы
- епископ Hendrick Joseph Cornelius Maria de Cocq (10.02.1964 — 21.06.1966), назначен епископом Раротонга;
- епископ Livio Reginaldo Fischione (29.09.1966 — 11.06.2009);
- епископ Milton Kenan Júnior (28.10.2009 — 05.11.2014), назначен епископом Барретуса;
- епископ Jorge Martín Torres Carbonell (21.11.2014 — 30.06.2020), назначен епископом Грегорио-де-Лаферрере;
- епископ Николай Дубинин[1] (c 30.07.2020 — по настоящее время).

## Источник
- Annuario Pontificio, Libreria Editrice Vaticana, Città del Vaticano, 2003, ISBN 88-209-7422-3
- Pius Bonifacius Gams, Series episcoporum Ecclesiae Catholicae, Leipzig, 1931, p. 464
- Stefano Antonio Morcelli, Africa christiana, Volume I, Brescia, 1816, pp. 79-80
- Joseph Mesnage, L’Afrique chrétienne, Paris, 1912, p. 179